# Nacionalna Udruga obiteljskih i malih hotela (OMH)
Nacionalna udruga obiteljskih i malih hotela je udruga osnovana 2004. godine. Osnivanje Udruge OMH potaknuto je rastućim brojem malih hotelijera u Republici Hrvatskoj te njihovom potrebom za povezivanjem u udruženje koje će zastupati njihove specifične interese te im omogućiti i unaprjeđenje kvalitete njihove ponude. U svome redovnom i pridruženom članstvu udruga danas broji 200 članova (hotela i visokokvalitetnih pansiona, villa i agrodomaćinstva) s područja cijele Hrvatske predstavljajući financijski neovisnu interesnu grupaciju.
Udruga OMH je osmislila i pokreće brojne aktivnosti i projekte s područja tržišne prezentacije, lobiranja, edukacije, savjetovanja te informiranja s ciljem poboljšanje uvjeta poslovanja obiteljskih i malih hotela.

## Ciljevi
- unapređivanje međunarodne prepoznatljivosti
- poticanje proizvodnog udruživanja (regionalni tematski klasteri i/ili udruge)
- umrežavanje s drugim pružateljima turističkih usluga na destinacijskoj razini
- unapređivanje sustava za tržište spremnih turističkih proizvoda/sustava doživljaja pogodnih za 'konzumiranje' i izvan glavne ljetne sezone
- produljivanje broja dana pune zauzetosti kapaciteta
- povećanje razine stručne osposobljenosti [2]